# À la mer
À la mer est une mélodie pour voix et piano de Nadia Boulanger composée en 1908 sur un poème d'Eugène Adenis et Gustave Desveaux-Vérité.

## Présentation
À la mer est composé en 1908. La mélodie, pour voix et piano, est extraite de la cantate La Sirène, sur un poème d'Eugène Adenis et Gustave Desveaux-Vérité, composée par Nadia Boulanger lors du Concours pour l'obtention du Prix de Rome. Avec cette cantate, la compositrice obtient le deuxième second grand prix de Rome, avec le commentaire suivant : « De la chaleur, nature musicale intéressante ».
L'incipit de la mélodie est : « Mer perfide et que pourtant j'aimais ».
Le manuscrit autographe de la mélodie est conservé à la BnF (Ms. 19528). Il est signé à la fin et intitulé à la page 1 « À la mer » ; extrait de la Scène II, air de Jann, situé p. 48-50 du manuscrit de la cantate (Ms. 19527).
La partition est publiée sous le titre « La Sirène, cantate, Concours de Rome 1908 » dans la revue Les Annales politiques et littéraires (no 1309, 26 juillet 1908, p. 84),, puis par Alphonse Leduc en 2020 au sein du recueil Mélodies pour voix moyenne, vol. 3 (AL 30 866), sous le titre La Sirène.
L'œuvre est créée le 18 novembre 1913 lors d'une soirée musicale Rome-Athènes, sous le titre Chant de mer, par Yvonne Brothier (chant) et Nadia Boulanger (piano).
Dans le catalogue des œuvres de la compositrice établi par la musicologue Alexandra Laederich, la pièce porte le numéro NB 27.

## Enregistrement
- Les heures claires : The Complete Songs : Nadia & Lili Boulanger, Raquel Camarinha (soprano) et Anne de Fornel (piano), Harmonia Mundi HMM 902356.58, 3 CD, 2023[3] — premier enregistrement mondial.